# Предупреждение преступности

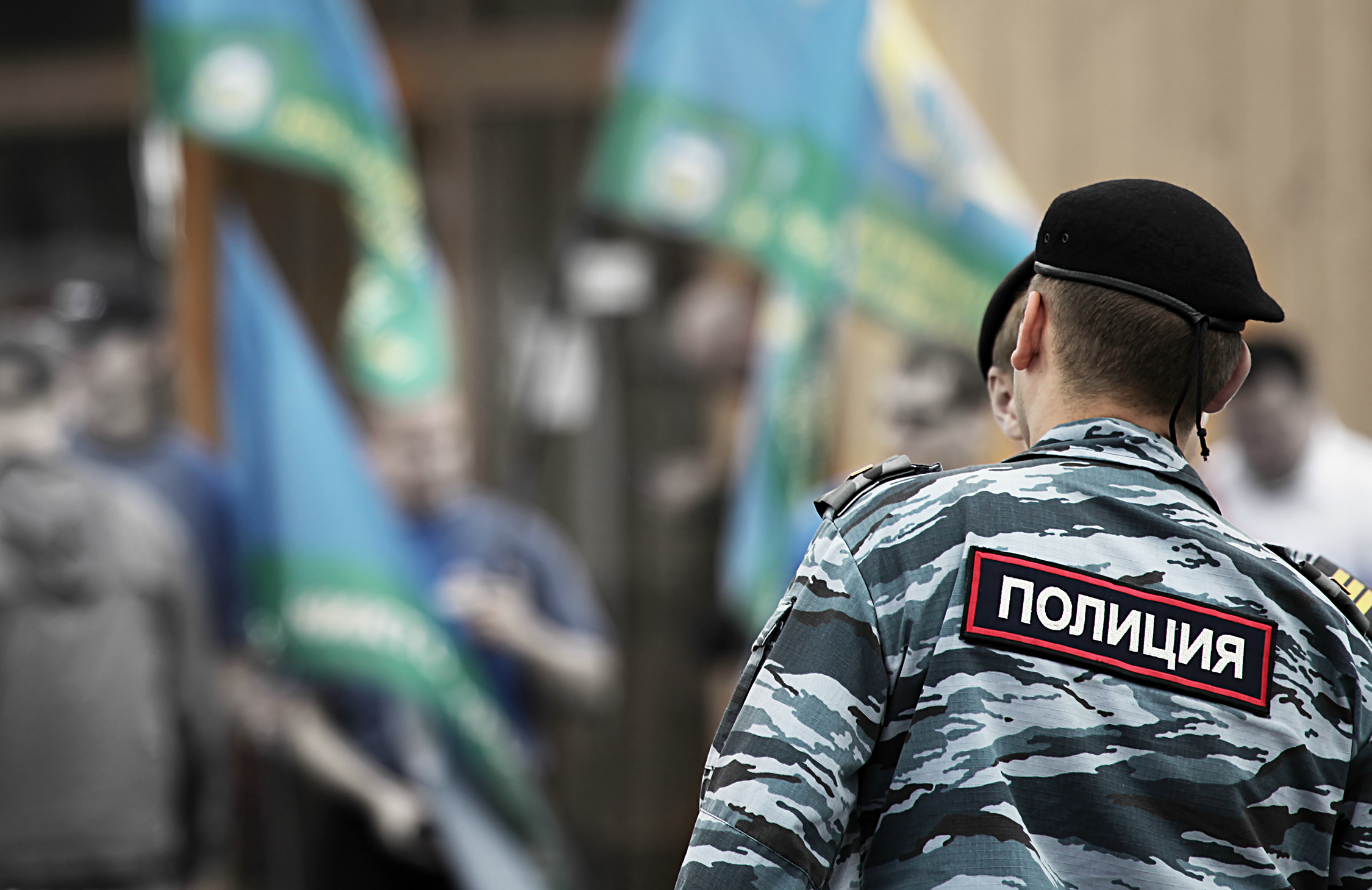
Полицейские во время празднования дня воздушно-десантных войск; присутствие представителей власти на массовых мероприятиях позволяет не только пресекать уже начавшиеся нарушения закона, но и побуждает граждан не нарушать закон.

Предупрежде́ние престу́пности —  система мер, предпринимаемых государственными органами, общественными организациями, представителями власти и другими лицами, направленных на противодействие процессам детерминации преступности, имеющие целью ресоциализацию потенциальных преступников, предотвращение совершения новых преступлений. 
Некоторые авторы предлагают для обозначения такой деятельности термин «предупреждение преступлений» (указывая, что не может быть предупреждено уже существующее явление), однако устоявшимся в теории и употребляющимся в большинстве работ является термин «предупреждение преступности».

## Сходные понятия
В литературе и нормативных актах также часто употребляются термины «профилактика преступности», «предотвращение преступлений» и «пресечение преступлений». Некоторые авторы не считают нужным выделять какие-то смысловые оттенки данных понятий и рассматривают их как синонимы общего понятия «предупреждение преступности», однако определённые семантические отличия между ними всё же имеются.
Понятие «профилактика преступности» может пониматься как в широком, так и в узком смысле. В широком понимании профилактика является синонимом предупреждения. В узком же смысле слова профилактикой считаются меры, направленные на выявление и ликвидацию причин и условий конкретных преступных деяний, а также на установление лиц, потенциально способных совершить преступление, с целью осуществления направленного предупредительного воздействия. Такая деятельность является одним из этапов комплексного предупреждения преступности.
Предотвращение преступлений сводится к пресечению преступной деятельности на начальном этапе, когда преступник только замышляет, планирует совершение определённого деяния (то есть на стадии, когда его деятельность ещё не является уголовно наказуемой).
Пресечение преступлений имеет место, когда процесс совершения преступления останавливается внешним воздействием на стадии приготовления или покушения, когда преступник только подготавливает средства или орудия совершения преступления, ищет соучастников, осуществляет сговор на совершение преступления, либо когда процесс преступного посягательства пресекается до того, как была достигнута его цель, причинён преступный вред.

## Значение предупреждения преступлений
Значение предупреждения преступлений было понятно ещё мыслителям античности и Нового времени. Чезаре Беккариа писал:

Лучше предупреждать преступления, чем карать за них. Это составляет цель любого хорошего законодательства, которое, в сущности, является искусством вести людей к наивысшему счастью или к возможно меньшему несчастью, если рассуждать с точки зрения соотношения добра и зла в нашей жизни.
— Беккариа Ч. О преступлениях и наказаниях. М., 1995. С. 123
По мнению большинства криминологов, предупреждение преступности более эффективно, чем другие методы борьбы с преступностью. Ущерб, наносимый преступностью обществу, огромен. На «чёрном счету» преступности не только материальные потери, но и жизни, отобранные убийцами, искалеченные судьбы. Чем выше уровень преступности, тем выше и связанные с ней косвенные затраты, связанные с обеспечением деятельности правоохранительных органов, выключением значительной части населения из процесса общественного воспроизводства. 
Предупреждение преступности имеет своей целью не допустить наступления этого ущерба. Предупредительные меры, осуществляемые на ранних стадиях формирования преступной личности, позволяют «малой кровью» осуществить ресоциализацию потенциального преступника, вернуть его к нормальной жизни в обществе.

## Объекты и субъекты предупредительной деятельности
Деятельность по предупреждению преступности осуществляется путём воздействия на:
- Причины и условия преступлений, связанные с обществом в целом и конкретными гражданами, не являющиеся преступниками (потенциальные жертвы преступлений). Необходимо воздействие на такие общие для всех видов преступлений криминогенные факторы, как безработица, нелегальная миграция и т. д. Как отдельный вид предупредительной деятельности может рассматриваться виктимологическая профилактика преступлений, направленная на коррекцию поведения потенциальных жертв.
- Процессы самодетерминации и самовоспроизводства преступности и отдельные преступники. Необходимо специальное предупредительное воздействие, ориентированное на наиболее опасные виды преступности, такие, как организованная преступность.
- Отдельные «горячие точки», где сталкиваются общество и преступность в процессе контролирующей и правоохранительной деятельности.

Предупреждение преступности может быть как отдельным направлением деятельности государственного или общественного органа или конкретного лица, так и выступать побочным результатом его действий. В соответствии с этим можно выделить специализированные и неспециализированные субъекты предупреждения преступности.
В деятельности специализированных субъектов предупреждение преступности является основным или одним из основных направлений. К числу таких субъектов традиционно относятся правоохранительные органы: суд, прокуратура, полиция, службы госбезопасности, таможни и т. д. В России функции предупреждения преступности также выполняет Совет Безопасности РФ. В 1997-1998 гг. функционировала  Межведомственная комиссия по социальной профилактике правонарушений, .
К числу специализированных субъектов также относятся контролирующие органы: налоговые, антимонопольные, осуществляющие санитарно-эпидемиологический, природоохранный, финансовый и иные виды надзора и контроля.
К числу негосударственных субъектов, осуществляющих предупреждение преступности в рамках своей основной деятельности, в литературе относятся общественные организации и лица, содействующие правоохранительным органам в осуществлении охраны правопорядка (добровольные народные дружины, общественные пункты охраны порядка, внештатные сотрудники и общественные помощники правоохранительных органов), частные охранные предприятия и службы безопасности, специализированные средства массовой информации. 
Круг неспециализированных субъектов чётко не определён. Практически все организации и граждане участвуют в процессе предупреждения преступности, создавая рабочие места, благоустраивая подведомственные им территории, организуя досуговую деятельность несовершеннолетних и т.д.

## Виды предупреждения преступности
В зависимости от сферы охвата мер предупреждения криминологами выделяется общее, специальное и индивидуальное предупреждение преступности.

### Общее предупреждение преступности
Корни преступности всегда кроются в негативных общественных явлениях, социальных, политических, экономических и духовных проблемах, присущих конкретному обществу. Поэтому наиболее эффективными в плане уменьшения числа совершаемых преступлений в долгосрочной перспективе являются меры, направленные на укрепление экономики, обеспечение населения рабочими местами, социальные программы повышения жизненного уровня, формирования в обществе позитивного нравственного климата, подавление таких связанных с преступностью явлений, как пьянство и наркомания, бродяжничество, бедность, нелегальная миграция, межнациональные и прочие конфликты.
Конечно, в отношении многих перечисленных явлений (например, безработицы и злоупотребление спиртным) не может идти речи об их полной ликвидации. Однако целенаправленные меры, предпринятые государством и обществом, могут значительно сократить их негативное воздействие: так, хорошая организация и финансирование служб занятости позволяют не только уменьшить безработицу, но и улучшить жизненный уровень вынужденно безработных, удержать их от моральной деградации и обращения к незаконным средствам получения дохода; грамотная организация антиалкогольной пропаганды и обеспечение доступа молодёжи к не связанным с выпивкой формам досуга (спорт, творчество, политическая деятельность) может привести к значительному уменьшению потребления алкоголя наиболее подверженной его негативным эффектам группой — молодёжью и несовершеннолетними.
К мерам общей профилактики относится и создание прозрачной для общественного контроля системы государственного управления, препятствующей возникновению и действию коррупционных схем. 
В целом общая профилактика преступности направлена на обеспечение достойного существования человека в обществе, создание условий для достижения нормальных потребностей (в жилье, материальном достатке, работе, досуге и отдыхе) законными средствами.
Разработку и реализацию мер общего предупреждения ведут все органы государства с привлечением специалистов разных областей: экономистов, социологов, политиков, управленцев, психологов и т. д. Криминологи также участвуют в этом процессе, предоставляя аналитические обзоры статистических данных, прогнозируя результативность предлагаемых мер с точки зрения их воздействия на преступность и осуществляя криминологическую экспертизу нормативных актов и социально-экономических программ.

### Специальное предупреждение преступности
Специальное предупреждение осуществляется путём воздействия на социальные группы, отдельных лиц и организации или сферы деятельности, в отношении которых есть основания полагать, что они обладают повышенной криминогенностью или виктимностью.
Так, например, повышенная криминогенность отдельной личности может определяться предшествующими фактами совершения преступлений (в этом случае криминологическое предупреждение направлено на недопущение рецидива), административных и должностных правонарушений, аморальных поступков, поведением, которое явно не соответствуют выполняемой социальной роли, целевыми установками, достижение которых невозможно для данного человека с использованием законных средств. Схожими являются и криминогенные характеристики социальных групп: сюда может быть отнесена антиобщественная, протестная направленность группы, политический или социальный радикализм, входящие в противоречие с присущими обществу в целом нравственные установки и системы ценностей.
Отдельные сферы деятельности и объекты также могут быть более подвержены совершению преступлений, например, ввиду их привлекательности для преступников (хранилища материальных ценностей), слабой правовой и технической защищённости, непрозрачности для государственного и общественного контроля, создающей условия для организации «теневой» деятельности. Необходимо учитывать и виктимологический аспект: в силу своих личных особенностей (например, склонности к злоупотреблению алкоголем), принадлежности к социальной (бомжи) или профессиональной группе (таксисты, охранники, инкассаторы) некоторые люди чаще становятся жертвами преступлений. В отношении таких сфер деятельности, объектов и лиц также должна вестись специальная профилактика, направленная на повышение их защищённости от совершения преступлений.
А. И. Долгова выделяет следующие разновидности мер специального предупреждения преступности: 
- Раннее предупреждение преступности. Предупредительные меры могут носить упреждающий характер, разрабатываться и вводиться в действие на основании прогнозов, предсказывающих возможное повышение криминогенности отдельных социальных факторов. Так, например, если в государстве планируется ослабление миграционного режима или ожидается вступление в действие других обстоятельств, повышающих приток мигрантов, необходимы меры по созданию достаточного количества рабочих мест для мигрантов, обеспечению их социальной, экономической и бытовой интеграции в общество, предотвращению возможных конфликтов на национальной и расовой почве.
- Непосредственное предупреждение преступности направлено на нейтрализацию криминогенных факторов, уже действующих в обществе. Например, недостатки законодательства, регулирующего экономическую и финансовую деятельность, могут приводить к формированию «серых» экономических схем, когда ещё не имеется прямых нарушений закона, но товарооборот и финансовые потоки исключаются из сферы контроля государства. Такие схемы легко перерастают в систему экономической преступной деятельности, порождают коррупцию и ведут к возникновению организованных преступных формирований. Поэтому важными являются меры, направленные на возвращение подобных категорий субъектов в правовое поле: совершенствование законодательства, упрощение правовых процедур, связанных с экономической деятельностью, налоговые и финансовые амнистии.
- Предупреждение самодетерминации преступности связано с пресечением деятельности организованных преступных формирований и отдельных преступников, направленной на вовлечение в преступность всё новых лиц и общественных групп. Самодетерминация преступности происходит на всех общественных уровнях, начиная с государства и общества в целом (путём лоббирования организованной преступностью законов, облегчающих преступную деятельность, коррумпирования высших должностных лиц государства, пропаганды ценностей, связанных с преступным образом жизни — «блатной романтики») и кончая межличностными связями. Соответственно, меры, направленные на противодействие самодетерминации преступности, должны носить комплексный характер: от создания в обществе положительного морального и правового климата, атмосферы нетерпимости к преступности и её проявлениям и до предоставления возможности конкретным лицам, ранее совершавшим преступления, реализовать свой личностный потенциал законными средствами.

В числе главных принципов как общего, так и специального предупреждения преступности всеми криминологами называется законность. Недопустимо применение предупредительных мер, носящих дискриминационный характер, необоснованно ограничивающих права и законные интересы граждан.

#### Индивидуальное предупреждение преступлений
Адресатом индивидуального предупреждения, которое может рассматриваться как один из видов специального предупреждения, является конкретный человек, личные характеристики которого объективно говорят о возможности совершения им в будущем преступного деяния.
Объектом индивидуального предупреждения может становиться как непосредственно человек, его негативные социальные качества, так и социальная микросреда, его окружающая (семья, быт, трудовой коллектив). 
Необходимость применения к лицу индивидуального предупредительного воздействия определяется путём установления комплекса связанных с ним криминогенных факторов:
- Совершение в прошлом правонарушений и аморальных поступков.
- Деформированные ценностные ориентации, неполная социализация личности, низкий уровень правосознания.
- Наличие патологических психических нарушений, носящих криминогенный характер (некоторые психические аномалии, сексуальные девиации и т.д.).
- Формирование личности в социальном окружении, имеющем неблагополучный характер: в неполной семье, в условиях аморального и противоправного поведения родителей и близких родственников и т.д.
- Неблагоприятные условия жизни: плохие материальные и жилищные условия, негативный социально-бытовой климат и т.д.

Поскольку индивидуальное предупредительное воздействие осуществляется в отношении лиц, ещё не совершивших преступление, и сопряжено с определённым вторжением в сферу частной жизни, при его осуществлении правоохранительные и иные органы не должны выходить за рамки допустимого воздействия. Применение правоограничивающих и принудительных мер возможно только в отношении определённых категорий лиц, указанных в законе (например, условно осуждённых или совершивших правонарушения). 
Ввиду этого основным методом, применяемым при индивидуальном предупреждении преступлений, является метод убеждения. Этот метод направлен на формирование у лица позитивных представлений об обществе, коррекцию негативных социальных ориентаций путём использования педагогических и психологических приёмов воздействия.  
Основным способом убеждения является беседа, представляющая собой свободный диалог с лицом. Беседа может проводиться с различными целями. Она может носить ознакомительный характер, когда необходимо установить контакт с лицом, получить «из первых рук» информацию о характеристиках его личности, социально-бытовых условиях. Последующие беседы могут носить предупредительный (информирование лица о возможных последствиях его поступков) или воспитательный характер. Помимо бесед, к числу способов убеждения относится вовлечение лица в социальные организации и группы, способные оказать на него позитивное воспитательное воздействие: спортивные секции, трудовые и творческие коллективы, общественные организации.
Более сложен для применения, хотя и более эффективен метод оказания помощи. Он связан с реализацией конкретных мер, направленных на личностное развитие и улучшение социально-бытового положения лица: направление его на работу или учёбу, улучшение бытовых условий, формирование благоприятной микросоциальной среды.
Наконец, если убеждение и оказание помощи оказались неэффективными, может применяться метод принуждения. Если убеждение и оказание помощи должно осуществляться в основном государственными социальными службами и общественными организациями, то применение мер принуждения — прерогатива правоохранительных органов. В числе основных мер принуждения, применяемых в рамках индивидуального предупреждения преступлений, называются:
- Меры административной ответственности, носящие как карательный (например, штраф), так и социально-оздоровительный характер (изоляция от общества путём административного ареста или административного задержания).
- Принудительное лечение алкоголизма и наркомании, направленное не только на улучшение состояния здоровья лица, но и на предотвращение совершения противоправных поступков в результате алкогольной или наркотической деградации личности.
- Пресечение нарушений ограничений, наложенных на лицо вследствие ведения им противоправной деятельности (например, в результате условного осуждения или условно-досрочного освобождения).

Специальными видами индивидуального предупреждения являются профилактика безнадзорности и правонарушений несовершеннолетних, а также выявление лиц, совершивших нераскрытые преступления, которые могут продолжать преступную деятельность (следственная и оперативно-розыскная деятельность).

### Другие основания классификации мер предупреждения преступности
Меры предупреждения преступности могут классифицироваться и по другим основаниям. Так, Г. М. Миньковский в зависимости от территориального и социального охвата выделяет:
- Общегосударственные меры.
- Региональные меры, осуществляемые в отдельном административно-территориальном образовании (область, район).
- Местные меры, ограничивающиеся пределами одного муниципального образования или населённого пункта.
- Объектные меры, осуществляемые в конкретной организации.
- Контингентные меры, направленные на определённые социальные группы.

Этот же автор классифицирует меры предупреждения по содержанию и основному направлению воздействия, выделяя:
- Социально-экономические меры, связанные с повышением жизненного уровня населения, предоставлением социальных гарантий.
- Меры, связанные с социально-правовым контролем, основанным на прозрачности и доступности для проверок процесса принятия решения государственными органами и должностными лицами, ведения хозяйственной деятельности, управления финансовыми потоками.
- Организационно-управленческие меры, основанные на повышении эффективности работы правоохранительных и иных государственных органов за счёт лучшей организации труда их служащих.
- Идейно-нравственные меры, предполагающие формирование в обществе убеждений и ценностных ориентаций, связанных с правопослушным поведением.
- Социально-психологические меры, направленные на подавление негативных криминогенных тенденций и умонастроений в обществе, например, связанных с национализмом, повышенной тревожностью, боязнью социальных катаклизмов.
- Медицинские и психолого-педагогические меры, связанные с предупреждением распространения социально опасных заболеваний, лечением лиц, имеющих психические отклонения, психологической и социальной коррекцией поведения десоциализированных субъектов.
- Технические меры, включающие установку технических средств, усложняющих совершение преступлений (охранная сигнализация, охранно-дымовые системы), либо позволяющих осуществлять контроль над деятельностью, связанной с возможностью совершения преступлений (контрольно-кассовые аппараты, камеры видеонаблюдения), а также меры информационной безопасности.
- Правовые меры, связанные с совершенствованием уголовного законодательства и прочих нормативно-правовых актов, являющихся основой для борьбы с преступностью.